# Métro de Marseille
Vous lisez un « bon article » labellisé en 2012.
Le métro de Marseille est un réseau métropolitain, desservant l'agglomération de Marseille, dans le sud de la France. Le réseau comporte deux lignes, essentiellement souterraines, totalisant 22,7 kilomètres. La première ligne (la ligne 1) a été mise en service le 26 novembre 1977. Après la mise en service d'une seconde ligne en 1984 et cinq extensions concernant les deux lignes, le métro dessert 29 stations nominales, dont deux (Saint-Charles et Castellane) en correspondance avec l'autre ligne, soit 31 points d'arrêts. La ligne 1 comprend 18 stations sur un tracé de 12,9 km ; la ligne 2 dessert 13 stations dont 10 souterraines sur un tracé de 9,8 km.
Le réseau utilise la technologie de métro sur pneumatiques mise au point par la Régie autonome des transports parisiens (RATP) pour le métro de Paris. La fréquentation du métro s'élève, pour l'année 2023, à 71,3 millions de voyageurs, ce qui en fait une composante essentielle du réseau de transport en commun de l'agglomération marseillaise (49 % des trajets en 2013). L'exploitation du métro de Marseille est assurée, depuis 1986, par la Régie des transports métropolitains (ancienne Régie des Transports de Marseille ou RTM), depuis 2016 pour le compte de la métropole d'Aix-Marseille-Provence.

## Histoire

### Chronologie
| Date                   | Ligne                         | Événement                                                                 | Stations | Km  |
| ---------------------- | ----------------------------- | ------------------------------------------------------------------------- | -------- | --- |
| 26 novembre 1977       | Ligne 1 du métro de Marseille | Ouverture entre La Rose - Technopôle de Château-Gombert et Saint-Charles. | 8        | 6,0 |
| 11 mars 1978           | Ligne 1 du métro de Marseille | Prolongement vers le sud entre Saint-Charles et Castellane.               | 4        | 3,3 |
| 3 mars 1984            | Ligne 2 du métro de Marseille | Ouverture entre Joliette et Castellane.                                   | 6        | 3,3 |
| 1er février 1986       | Ligne 2 du métro de Marseille | Prolongement vers le sud entre Castellane et Sainte-Marguerite Dromel,.   | 3        | 2,5 |
| 14 février 1987        | Ligne 2 du métro de Marseille | Prolongement vers le nord entre Joliette et Bougainville.                 | 3        | 3,1 |
| 5 septembre 1992       | Ligne 1 du métro de Marseille | Prolongement vers l'est entre Castellane et La Timone,                    | 2        | 1,1 |
| 5 mai 2010             | Ligne 1 du métro de Marseille | Prolongement vers l'est entre La Timone et La Fourragère.                 | 4        | 2,5 |
| 16 décembre 2019       | Ligne 2 du métro de Marseille | Prolongement vers le nord entre Bougainville et Gèze.                     | 1        | 0,9 |
| Début des travaux 2030 | Ligne 2 du métro de Marseille | Prolongement vers l'est entre Sainte-Marguerite Dromel et La Pomme,.      | 6        | 3,1 |

### Projets et étude

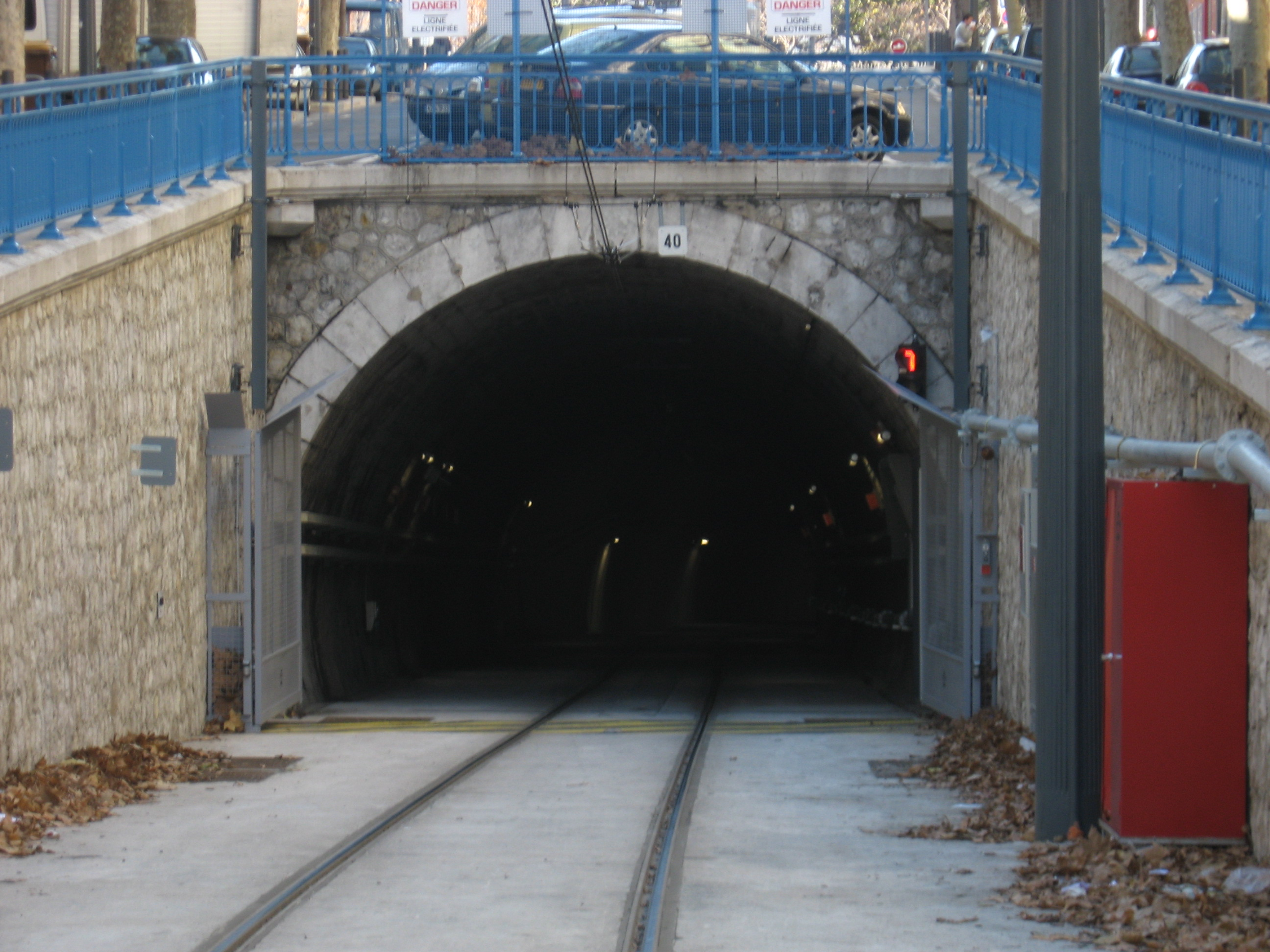
Le tunnel de Noailles construit pour l'ancien tramway de Marseille.

#### Premiers projets
Dès les premières années du XXe siècle, la ville de Marseille souhaite la réalisation d'un réseau métropolitain à l'image de celui de la capitale française.
Plusieurs projets se succèdent, sans résultat. Le premier projet sérieux de métro à Marseille est présenté en 1918, par la Compagnie d'électricité de Marseille, qui fondera rapidement la Société pour l'étude du chemin de fer métropolitain de Marseille pour porter le projet auprès des élus locaux. Ce projet prévoit la construction d'un réseau de chemin de fer métropolitain en souterrain, aux caractéristiques techniques proches de celles du métro parisien, et indépendant du réseau de tramways de la ville. Cependant, la compagnie générale française de tramways (CGFT), qui gère le réseau de tramways de la ville, ne voit pas d'un bon œil l'arrivée d'un concurrent potentiel. En réaction, la CGFT étudie un plan de modernisation de son réseau qui inclut, notamment, la mise en souterrain d'une partie des lignes de tramway. Les deux compagnies se livrent alors à une surenchère de projets concurrents, qui durera pendant près de vingt ans et alimentera nombre de débats parmi les Marseillais et leurs élus.
En 1937, la Société pour l'étude du chemin de fer métropolitain de Marseille voit finalement son dernier projet rejeté par la mairie de Marseille, qui le juge trop onéreux et préfère confier à la CGFT la mission de réorganiser le réseau de surface sur la base des études déjà présentées. Après plusieurs années de développements et d'essais, la CGFT présente en 1943 un projet de construction de deux tunnels, l'un reliant Joliette aux Chartreux par la gare Saint-Charles, l'autre reliant Joliette à Castellane,. Ce projet ne sera cependant jamais réalisé, notamment à cause des difficultés liées à la Seconde Guerre mondiale.

Carte animée de l'évolution des infrastructures ferroviaires à Marseille, dont celle des anciens et actuels tramways et du métro, de 1875 à nos jours.

À l'issue du conflit, la priorité est donnée à la rénovation du réseau existant, dont l'état a été fortement dégradé par les combats et par le manque d'entretien. En 1947, le plan Monnet reprend un projet des ingénieurs Trédé et Bardout, visant à construire trois lignes de tramway au tracé entièrement souterrain,. Mais, devant les besoins de reconstruction de la ville, le projet est rapidement abandonné. Au cours des années 1950, le réseau de tramways est progressivement démantelé et l'idée de construire un métro n'est plus à l'ordre du jour. Tout au plus apparaissent au cours de cette période quelques projets alternatifs, portés par la société civile, qui esquissent des réseaux de métro léger ou de train de banlieue. Mais ces projets ne trouvent que peu d'écho auprès des autorités municipales.
Il faut attendre 1964 pour que le métro revienne sur le devant de la scène. Devant l'engorgement du centre-ville, causé par un trafic automobile en croissance constante, la Régie Autonome des Transports de la ville de Marseille (RATVM) étudie la construction d'une ligne souterraine de métro pour remplacer les lignes d'autobus les plus fréquentées. D'une longueur de 7,4 kilomètres et desservant dix stations, cette ligne relie le quartier des Chartreux au rond-point du Prado en passant par la gare de Marseille-Saint-Charles. Ce projet est présenté en juin 1964 au conseil municipal de la ville et suscite un grand intérêt parmi les élus.

#### Genèse du réseau actuel

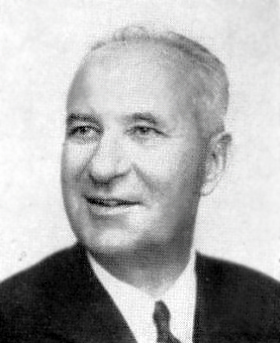
L'ancien maire Gaston Defferre, un des instigateurs du métro de Marseille.

C'est sur la base de ce projet que la ville de Marseille commande, en 1966, une étude sur la réalisation d'un réseau de métro comportant deux lignes. Cette étude confirme notamment la viabilité technique et socio-économique du projet. Le conseil municipal de la ville valide la réalisation d'un réseau de métro et confie l'approfondissement des études à la Société mixte communale d'aménagement et d'équipement (SOMICA), et à la Société française d’études et de réalisations de transports urbains (SOFRETU) qui, en parallèle, étudie la réorganisation du réseau d'autobus en prévision de la réalisation du métro,.
La SOMICA présente ses conclusions en 1969, dans un rapport qui définit le futur réseau marseillais. Il propose la réalisation de deux lignes, d'un total de 25 km et 26 stations. Une première ligne, dite ligne bleue, relie La Rose à la gare de La Blancarde, suivant un tracé sensiblement identique à la ligne 1 actuelle. Une seconde ligne, dite ligne rouge, relie la gare d'Arenc à Mazargues, en passant par les stations Saint-Charles et Castellane de la ligne bleue. Concernant le choix du matériel roulant, le rapport fait le choix d'un matériel classique à deux rails et à roulement sur pneumatiques, après avoir considéré des systèmes nouveaux, tels le monorail SAFEGE, ou l'aérotrain de l'ingénieur Bertin,. Ce projet est approuvé à l'unanimité en juin 1969 par le conseil municipal de la ville.
En mai 1970, la Société d'économie mixte du métro de Marseille (SMM) est créée et se voit confier la mission de maîtrise d'ouvrage. Cependant, les travaux tardent à se concrétiser, faute d'un financement garanti de la part de l'État français. La campagne électorale des élections municipales de 1971 voit l'apparition d'un projet concurrent, visant à réaliser un métro léger, ce qui donne lieu à de nombreux débats,. La réélection de Gaston Defferre comme maire de Marseille conduit cependant à l'abandon de ce projet concurrent.
Le 21 mars 1971, les services de l'État français décident, malgré l'avancement des études, d'organiser un concours international pour définir des projets de métro de Marseille et de Lyon,. Cette annonce sème la consternation parmi les responsables marseillais, qui voient remis en cause le résultat de plusieurs années d'études. La SOMICA est finalement chargée d'organiser ce concours, sur la base du tracé de la ligne bleue, défini dans le rapport SOMICA, désormais restreint à une portion située entre La Rose et Castellane. À l'issue d'une consultation de près d'un an, le marché portant sur les travaux de génie civil est attribué à un groupement d'entreprises locales de BTP, piloté par la société Quillery Saint-Maur. Un groupement d'entreprises, sous l'égide de la Société générale de techniques et études (SGTE), est retenu pour assurer la fourniture du matériel roulant et des infrastructures du métro,. Le 5 juillet 1973, le projet est accepté par l'État, qui accorde une subvention de 210 millions de francs HT ; le coût total du projet étant alors estimé à 760 millions de francs HT. Cette subvention ne couvrira cependant que 27 % du coût final du projet. La construction du métro peut alors commencer.

### Construction et mise en service

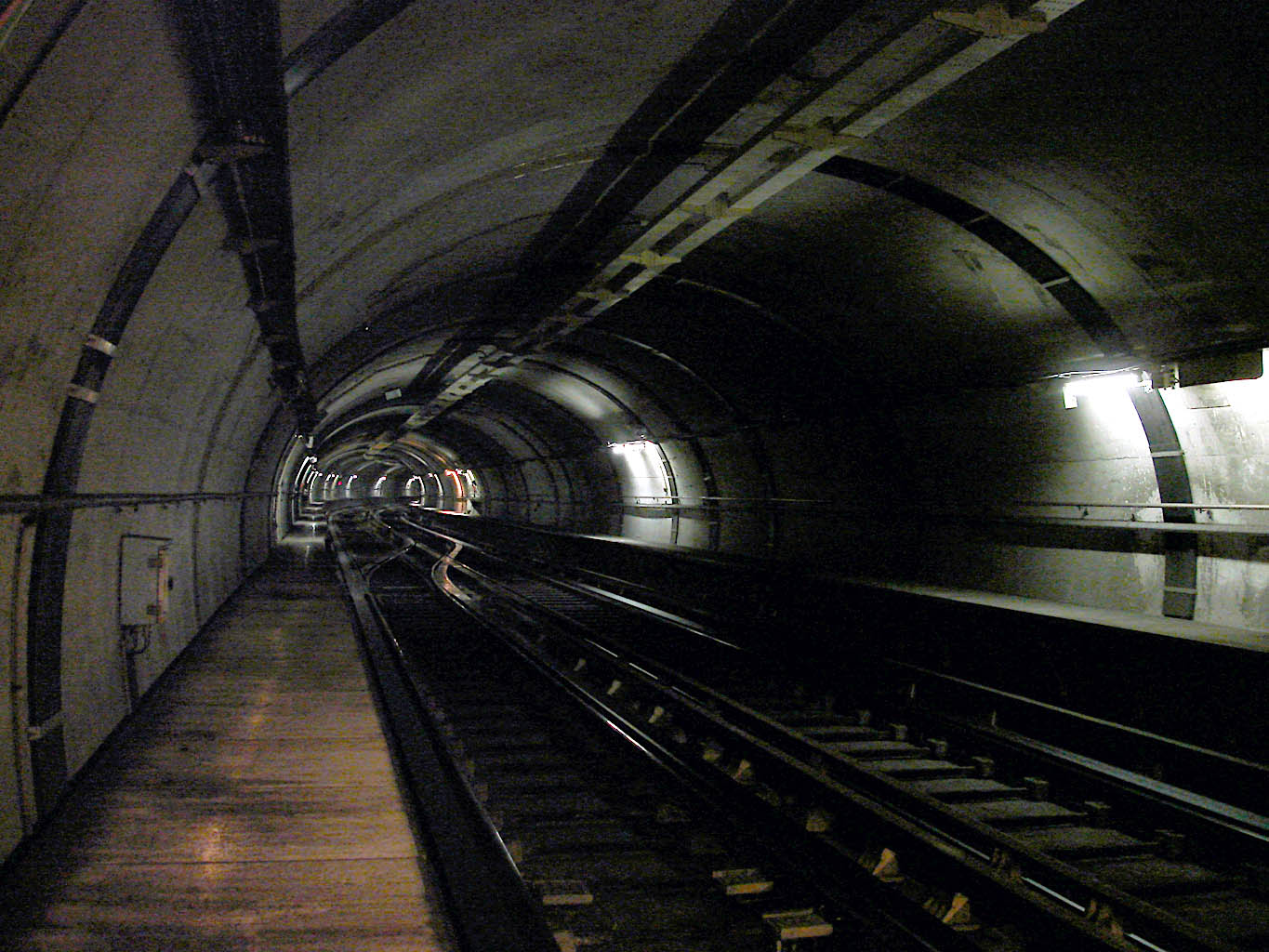
Tunnel en direction de La Blancarde.

Les travaux démarrent le 13 août 1973,,,,. En raison de la nature géologique des sous-sols, et notamment de la variété des terrains traversés le long du tracé (alluvions, marnes argileuses, poudingue, grès…) les tunnels ne sont pas construits au moyen de tunneliers mais plutôt par forage. À cet effet, plusieurs puits d'accès sont creusés, à partir desquels des galeries sont creusées pour former le tunnel. Parallèlement à ces travaux souterrains, se déroulent les travaux de construction des sections en viaduc ainsi que du dépôt de La Rose. Les premières rames du métro y sont livrées en 1976,.
Début 1977, les travaux sont quasiment terminés. Des journées portes ouvertes, organisées en février 1977, permettent aux Marseillais de découvrir leur futur métro, sur un court trajet entre La Rose et Malpassé. Plus de 70 000 personnes s'y rendent. Le 26 novembre 1977, le premier tronçon de la première ligne de métro, entre La Rose et Saint-Charles est inauguré en grande pompe par Gaston Defferre,,,, dans une rame inaugurale conduite par Christian Taltavull. La totalité de la ligne est mise en service le 11 mars 1978,.
Pendant ce temps, le projet de seconde ligne avance. En 1975, la ville de Marseille lance des études pour la construction de la seconde ligne esquissée par le projet de la SOMICA. Le trajet définitif est validé en 1978 ; son coût est estimé à 1,65 milliard de francs HT. L'État français s'engage à participer au financement à hauteur de 30 % du montant total, mais l'échelonnement dans le temps du versement de cette subvention oblige à réaliser la ligne en plusieurs étapes. Les travaux débutent en octobre 1980,, pour réaliser un premier tronçon situé entre les futures stations Joliette et Castellane. La construction des tunnels est réalisée selon les mêmes techniques que pour la ligne 1. Les travaux de gros œuvre se terminent à la fin de l'année 1983. Ce tronçon de ligne est inauguré le 3 mars 1984,,,. En parallèle, les travaux débutent fin 1982 sur les sections nord (Joliette - Bougainville) et sud (Castellane - Sainte-Marguerite Dromel) ainsi que pour la construction du dépôt Zoccola. Les sections sud et nord sont inaugurées, respectivement, le 1er février 1986 et le 14 février 1987.

### Prolongements ultérieurs

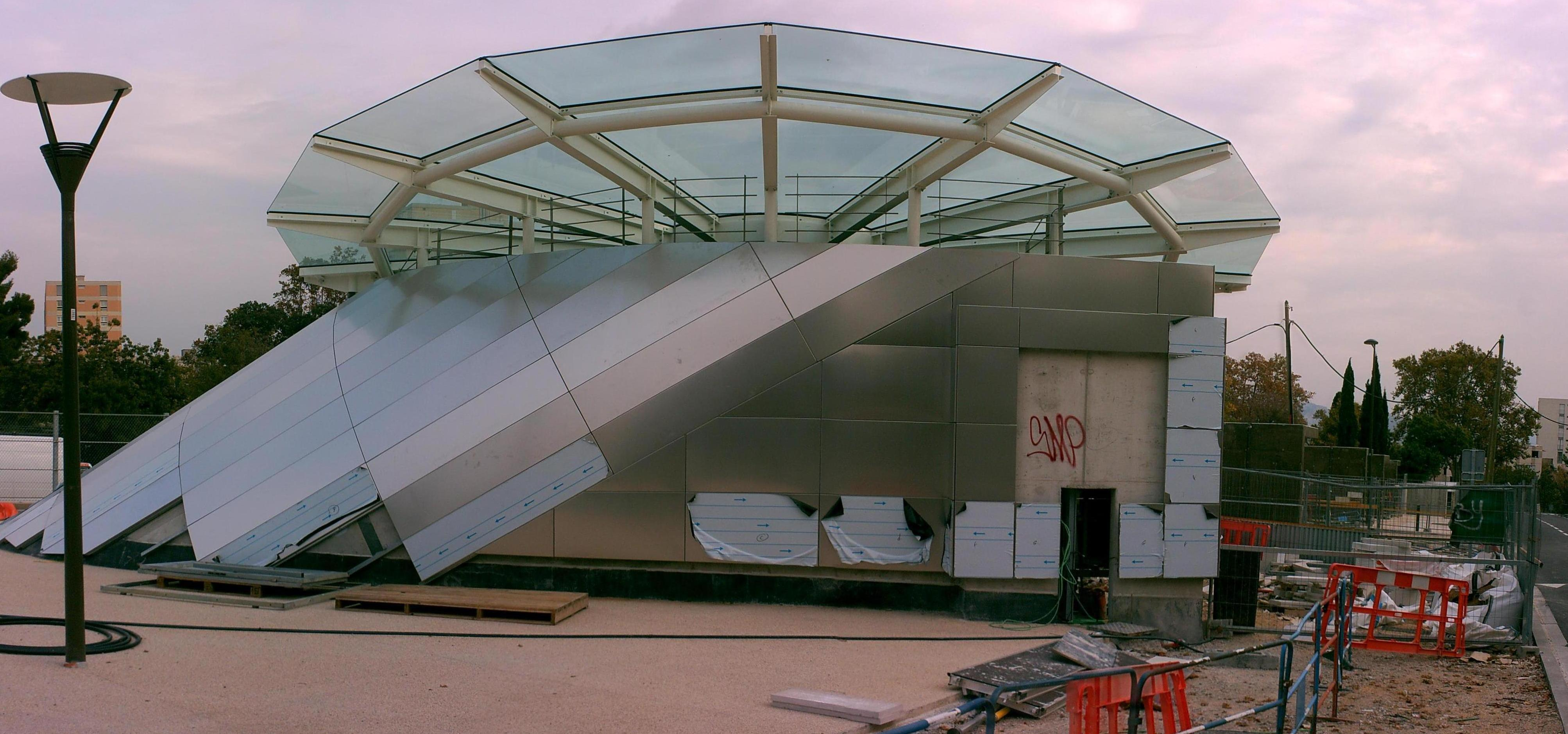
Construction de la station Louis Armand en 2008.

En 1992, la ligne 1 est prolongée depuis la station Castellane jusqu'à la station La Timone. Ce prolongement comporte le creusement de 1,5 km de tunnel (dont 227 m pour l'arrière-gare) et la création de deux stations : Baille et La Timone. Ce prolongement, envisagé dès l'origine par la SOMICA, est rendu nécessaire par le développement du complexe hospitalier et universitaire de la Timone. Après plusieurs années d'études, le projet de prolongement est validé en avril 1987 par la ville de Marseille. Des difficultés à obtenir un financement retardent cependant le démarrage du projet. Il faut attendre le 4 janvier 1989, pour que l'État français s'engage à apporter une subvention au projet, qu'il financera à hauteur de 28 %, dans le cadre du dixième plan. Les travaux de génie civil démarrent en janvier 1990, pour se terminer début 1992. Après quelques mois d'essais, le prolongement est mis en service le 5 septembre 1992 et inauguré le 13 septembre 1992. Si les projets continuent, les moyens financiers manquent, des difficultés techniques apparaissent.
Le 5 mai 2010, la ligne 1 est prolongée de 2,5 kilomètres entre les stations La Timone et La Fourragère,,. Ce prolongement, construit intégralement en souterrain, dessert quatre nouvelles stations : La Blancarde, Louis-Armand, Saint-Barnabé et La Fourragère. Il s'agit du premier tronçon de ligne du réseau marseillais à avoir été construit à l'aide d'un tunnelier. Les travaux du prolongement ont duré près de cinq années, et ont coûté 417,5 millions d'euros (dont 377,5 millions sont financés par la communauté urbaine Marseille Provence Métropole). À cette occasion, le poste de commande centralisé (PCC), initialement logé dans la station Saint-Charles, est remplacé par un nouveau PCC, dénommé Centre de supervision des réseaux (CSR) et localisé près de la station La Rose,.
L'extension de la ligne 2 vers Gèze obtient en mai 2014 un financement de la Banque européenne d'investissement. C'est le 16 décembre 2019 que la station est mise en service, après des années de retard.

## Réseau actuel

### Présentation

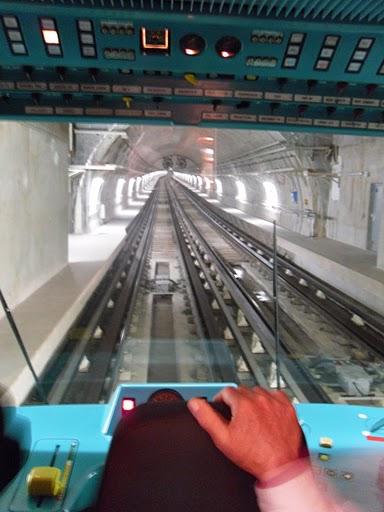
Poste de conduite d'une rame vu dans le tunnel entre les stations La Blancarde et Louis Armand.

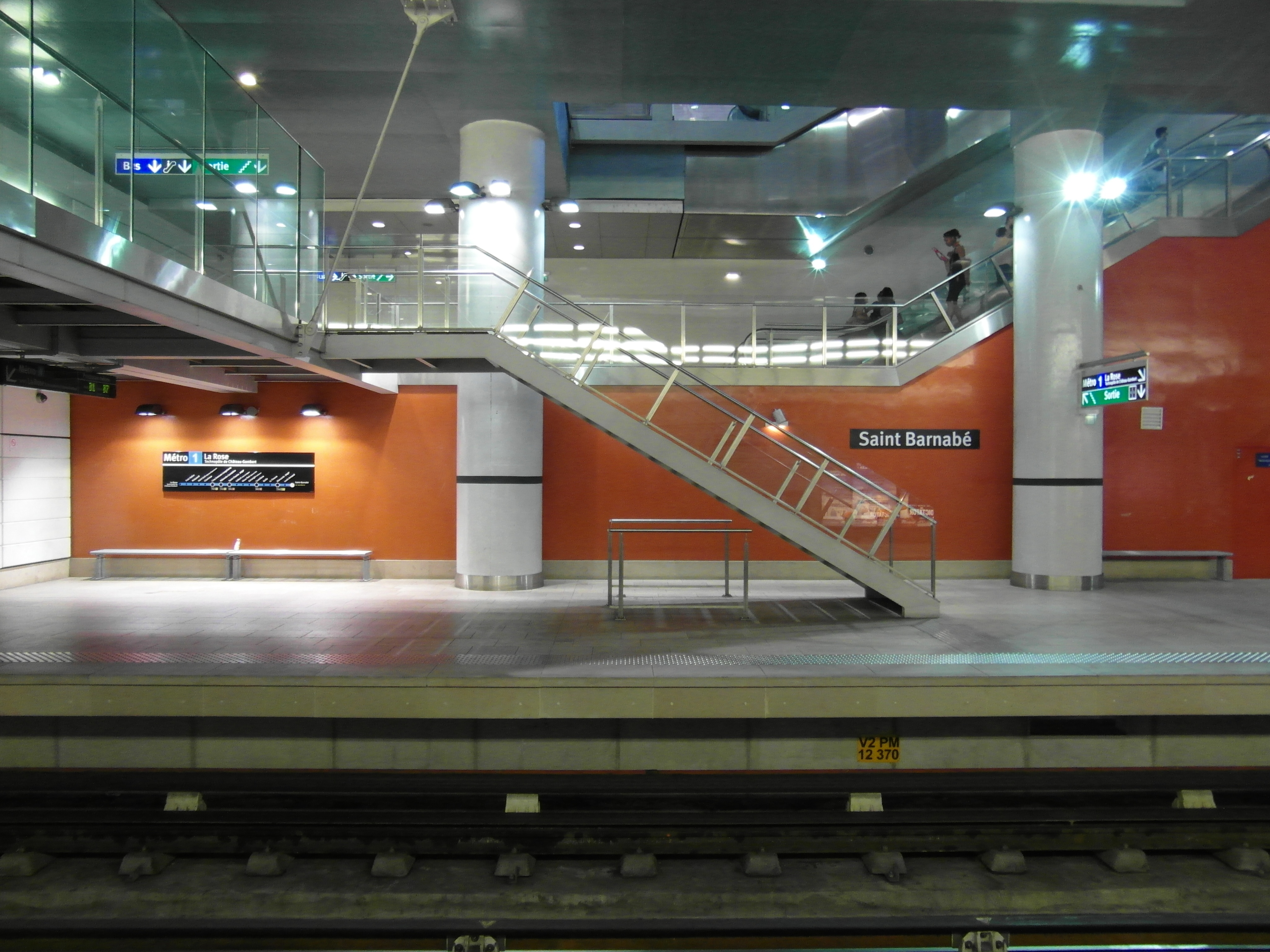
La station Saint-Barnabé, ouverte en 2010.

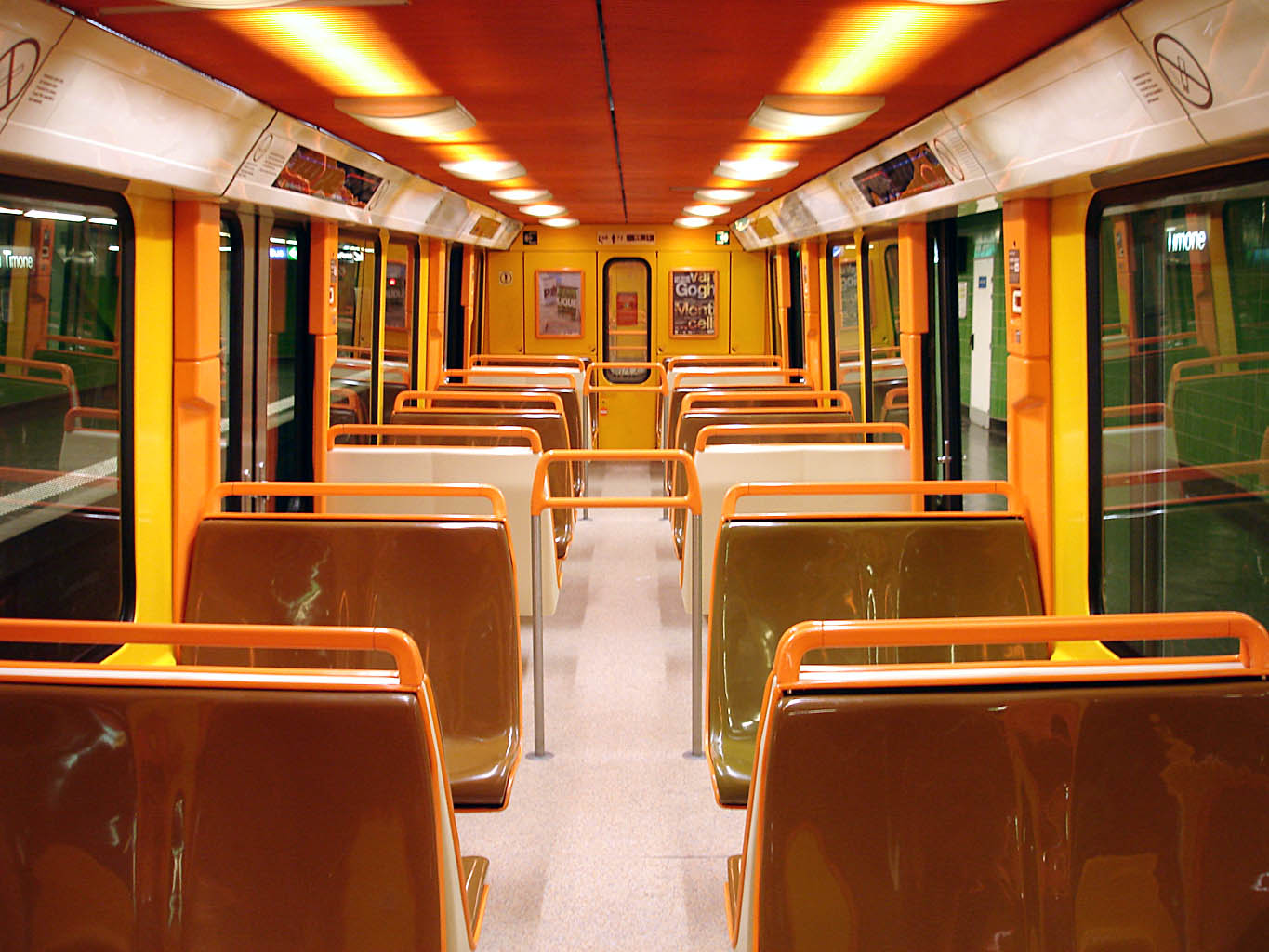
Intérieur d'une rame.

#### Lignes
Le réseau comporte deux lignes, nommées M1 et M2, desservant 29 stations et s'étendant sur 22,3 kilomètres. Le tracé de la ligne 1 présente une forme en C, dont les deux branches s'étendent suivant une direction est-ouest. La ligne 2 suit un tracé essentiellement orienté le long d'un axe nord-sud. Le métro marseillais est en grande partie souterrain, mais comprend des tronçons aériens :
- des sections en viaduc, sur les lignes 1 entre Frais Vallon et La Rose et sur la ligne 2 entre Gèze et National, ainsi qu'entre Sainte-Marguerite Dromel et Rond-point du Prado ;
- une section construite au niveau de la surface, sur la ligne 1, entre les stations Malpassé et Saint-Just, cette section étant placée sur le terre-plein central d'une voie rapide routière.

Les voies souterraines du métro plongent à une profondeur de 15 à 30 m, ce qui permet aux tunnels de passer sous les immeubles et de s'affranchir du tracé de la voirie. Sur la majeure partie du tracé souterrain, les voies sont posées dans un tunnel monotube d'une largeur de 7,63 m et surplombé par une voûte d'une hauteur maximale de 5,17 m. Dans le centre-ville, en raison de contraintes géologiques, les voies sont placées dans un tunnel bitube, composé de deux tubes séparés de 4,84 m de diamètre chacun. C'est le cas des tronçons Chartreux - Castellane pour la ligne 1 et Jules Guesde - Castellane pour la ligne 2.
Le réseau comporte une voie de service, située à la station Saint-Charles, permettant de raccorder les deux lignes entre elles. Cette voie est notamment utilisée pour que les trains puissent circuler entre les deux dépôts du réseau. La circulation des rames s’effectue sur la droite, comme dans la plupart des autres métros et tramways français, mais à la différence de ce qui se pratique pour les trains de la SNCF ou du métro de Lyon. Le réseau utilise la technologie de métro sur pneumatiques mise au point par la RATP pour le métro de Paris,. Les voies comportent ainsi une voie ferrée classique, à écartement normal, encadrée par deux pistes de roulement en fer. La tension électrique d'alimentation est de 750 volts en courant continu. L'alimentation électrique des trains est assurée au moyen d'un troisième rail. Les lignes sont exploitées en conduite manuelle, avec l'aide d'un système de pilotage automatique, qui assure des fonctions d'aide à la conduite et à l'exploitation (régulation de la vitesse, contrôle du franchissement de signaux…).
| Ligne                         | Parcours                        | Mise en service | Longueur en km | Nombre de stations | Dernière extension |
| ----------------------------- | ------------------------------- | --------------- | -------------- | ------------------ | ------------------ |
| Ligne 1 du métro de Marseille | La Rose ↔ La Fourragère         | 1977            | 12,9           | 18                 | 2010               |
| Ligne 2 du métro de Marseille | Gèze ↔ Sainte-Marguerite Dromel | 1984            | 9,8            | 13                 | 2019               |

#### Stations
En 2019, le métro comporte 31 stations, situées en sous-sol ou à l'air libre. Saint-Charles et Castellane sont des stations de correspondance communes aux deux lignes. Du fait de la profondeur des tunnels, les stations souterraines s'étendent sur deux niveaux. Le premier niveau, ou salle de contrôle, est situé immédiatement sous la voie publique. Il comporte des tourniquets ou des portiques, qui ne s'ouvrent qu'après validation du titre de transport. On y trouve également des distributeurs de titres, des bornes d'information, des visiophones en cas de problèmes, des locaux où se trouvent les agents de sécurité de la station et dans certaines stations des points de vente et d'information RTM ou même une bibliothèque à la station Castellane. Un accès conduit au deuxième niveau, où sont situés les quais. Les stations ne comportent que rarement un seul accès à la voie publique, il y a souvent deux sorties, munies d'escaliers et d'escalators. Les quais présentent, depuis l'origine, une longueur de 70 m, ce qui permet d'accueillir des rames de quatre voitures. Dans neuf stations, un quai unique est situé entre les deux voies, ce qui permet d'avoir un seul accès pour les deux sens de circulation et donc de réduire les infrastructures. Les autres stations, principalement en bout de ligne, sont équipées de deux quais séparés. À la station Saint-Charles, où les deux lignes passent au même niveau, le quai de la ligne 1 est au centre de la station, avec de chaque côté une voie ; ces voies sont bordées par les voies de la ligne 2, qui sont desservies chacune par un quai situé sur les côtés de la station : les voies de la ligne 2, construite postérieurement, « encadrent » ainsi les voies de la ligne 1.
Les stations construites jusqu'aux années 1990 présentent des murs décorés. Sur la ligne 1, chaque station est décorée de panneaux d'une couleur spécifique choisie selon la déclinaison du spectre solaire. La station Vieux-Port est décorée sur le thème de la mer et comporte trois aquariums, disposés sur le quai central, dans lequel nagent des poissons exotiques. Sur la ligne 2, chaque station est décorée par des fresques ou panneaux dont le thème est en lien avec le nom de la station ou l'activité du quartier,: par exemple la décoration de Désirée Clary évoque la vie de Désirée Clary et Noailles, qui offre une correspondance avec le tronçon souterrain du tramway de Marseille, est décorée sur le thème des transports urbains avec plusieurs maquettes d'anciens tramways et de trolleybus. L'éclairage des stations est fourni par un chemin lumineux constitué d'un tube blanc en aluminium qui diffuse un éclairage vers le bas et parcourt dans chaque station les plafonds des accès, de la salle des billets, des escaliers et des quais. Les sièges de ces stations sont des sièges coques émaillés de style « Andreu-Motte » reposant sur différentes structures métalliques comme dans la plupart des stations du métro parisien.
En revanche, les stations ouvertes en 2010 lors du prolongement de la ligne 1 présentent une décoration plus sobre, incluant de vastes espaces et une meilleure luminosité. Ces dernières stations sont accessibles aux personnes à mobilité réduite.

#### Accessibilité
Non conçu, à l'origine, avec l'accessibilité des PMR à l'esprit, le métro s'est, au fil de ses extensions et de travaux, ouvert à ce public. En février 2025, seules 9 stations sont intégralement accessibles avec Jules Guesde et La Timone devant porter à 11 ce nombre d'ici la fin de l'année. Le métro devrait être complètement accessible d'ici 2030 avec l'arrivée des nouvelles rames et la fin des travaux de mise en accessibilité.
| Ligne                         | Date                  | Stations                                                 |
| ----------------------------- | --------------------- | -------------------------------------------------------- |
| Ligne 1 du métro de Marseille | Depuis leur ouverture | La Blancarde, Louis Armand, Saint-Barnabé, La Fourragère |
| Ligne 1 du métro de Marseille | 2023                  | Saint-Charles                                            |
| Ligne 1 du métro de Marseille | 2024                  | Vieux-Port                                               |
| Ligne 2 du métro de Marseille | Depuis leur ouverture | Gèze                                                     |
| Ligne 2 du métro de Marseille | 2023                  | Sainte-Marguerite Dromel                                 |
| Ligne 2 du métro de Marseille | 2024                  | Rond-point du Prado                                      |

### Exploitation

#### Horaires et fréquence

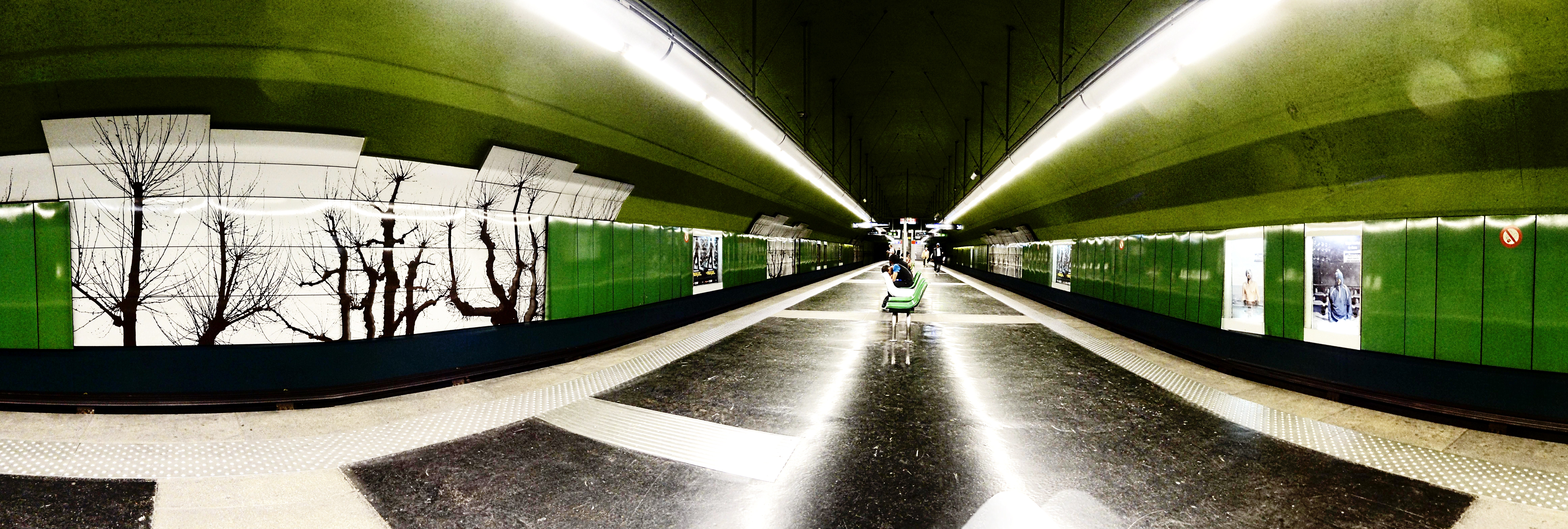
Station Réformés Canebière.

Depuis sa mise en service en 1977, les premières rames du métro partent tous les jours de la semaine des terminus à 4 heures 30 du matin. Les horaires de fermeture ont été plus variables :
- Du 26 novembre 1977 jusqu'au 24 septembre 1990, le métro circule jusqu'à 0 h 30 ;
- À partir du 24 septembre 1990, à la suite d'actes de vandalisme et d'agressions ayant créé un climat d'insécurité dans le métro[49],[50], celui-ci ne circule plus que jusqu'à 21 h. Il est relayé en surface jusqu'à 0 h 45 par un réseau d'autobus mis en place à cet effet ;
- À partir de juin 2001, le métro circule de nouveau jusqu'à 0 h 30 du vendredi au dimanche ainsi que les jours d’événements exceptionnels (notamment les soirs de matchs de l'Olympique de Marseille), mais s'arrête toujours à 21 h les autres jours ;
- À partir du 15 février 2008, le service est prolongé jusqu'à 22 h 30 du lundi au jeudi[51], le métro continuant à circuler jusqu'à 0 h 30 du vendredi au dimanche. Il reste cependant peu utilisé après 21 h en semaine[52].
- Depuis le 2 avril 2013, le métro circule de nouveau jusqu'à 1 h du matin tous les jours de la semaine. Cet horaire a été mis en place lors des manifestations de Marseille 2013[53] et maintenu[54].

Les fréquences de passage varient selon les heures et la saison. Aux heures de pointe, les rames passent toutes les 3 min 30 s en hiver, contre 4 min en été. La fréquence de passage du métro pendant les heures creuses est d'environ 5 min, hiver comme en été. En soirée, le métro passe toutes les 10 min à 15 min.

#### Information aux voyageurs
Les stations du métro sont équipées d'un système d'information en temps réel. Ce système comprend des panneaux lumineux placés sur les quais des stations, affichant le temps d'attente en minutes des deux prochains trains. Des panneaux automatiques informent les voyageurs sur les expositions en cours et les actualités du réseau. Une horloge numérique indique l'heure et des plans de la station, du quartier et du réseau à proximité sont présents, souvent accompagnés de distributeurs de nourriture, de boissons et de photomaton. Aux terminus, un panneau indique les prochains départs des bus qui jouxtent la station, les bus partant souvent d'une station de métro ou de tramway afin de faciliter les échanges inter-modaux. Toutes les stations disposent de caméras de surveillance et de haut-parleurs qui diffusent des informations sur le réseau en temps réel.
Depuis 2017 un système d'information voyageur (sonore) est présent à bord des rames, annonçant les prochains arrêts, correspondances et perturbations. Depuis 2015, les rames sont équipées de caméras de vidéosurveillance.

#### Personnel d'exploitation
La conduite des rames du métro marseillais est assurée par environ 120 agents de la RTM.

#### Points d'accueil
En 2019, le réseau comporte 7 points d'accueil, assurant notamment la vente de titres de transport.
|                 | Jours d'ouverture                          | Ligne 1 du métro de Marseille                              | Ligne 2 du métro de Marseille           |
| --------------- | ------------------------------------------ | ---------------------------------------------------------- | --------------------------------------- |
| Accueil clients | Tous les jours \| 6h50-19h40               | Saint-Charles \| Vieux-Port - Hôtel de ville \| Castellane | Saint-Charles \| Noailles \| Castellane |
| Accueil clients | Tous les jours sauf dimanche \| 6h50-19h40 | La Rose - Technopôle de Château-Gombert                    | Gèze \| Sainte-Marguerite - Dromel      |

Il y a également un point accueil au 6 Rue des Fabres, appelé le point accueil Bourse, ouvert du lundi au vendredi de 8h30 à 18h00.

#### Tarification et financement
La tarification des lignes est identique à celle en vigueur sur tout le reste du réseau de la RTM. Un ticket Solo permet un trajet simple, quelle que soit la distance, avec une ou plusieurs correspondances possibles, pendant une durée d'une heure. Cependant, acheter un ticket Solo dans le métro, le tramway ou à une boutique qui en vend coûtera 1,80 € contre 2,00 € lors de l'achat direct au chauffeur de bus. Le réseau de métro est accessible avec les abonnements Transpass, gérés par la communauté tarifaire Transmétropole.
Le financement du fonctionnement du réseau (entretien, matériel et charges de personnel) est assuré par la RTM. Cependant, les tarifs des billets et abonnements dont le montant est limité par décision politique ne couvrent pas les frais réels de transport. Le manque à gagner est compensé par l'autorité organisatrice, la communauté urbaine Marseille Provence Métropole, qui définit les conditions générales d'exploitation ainsi que la durée et la fréquence des services. L'équilibre financier du fonctionnement est assuré par une dotation globale annuelle, financée grâce au versement transport payé par les entreprises et aux contributions des collectivités publiques.

#### Fréquentation

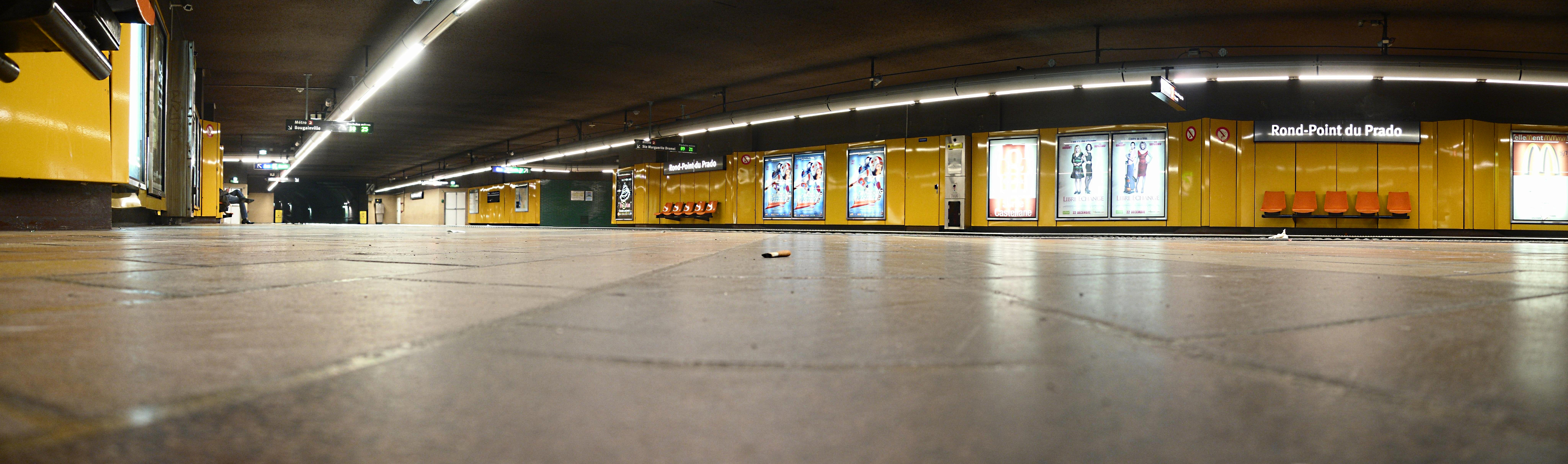
Station Rond-point du Prado.

Peu de temps après son ouverture, en novembre 1977, la ligne 1 entre Saint-Charles et La Rose est empruntée quotidiennement par environ 30 000 voyageurs. En 1980, la fréquentation moyenne du réseau est de 95 000 voyageurs par jour.
La fréquentation totale pour l'année 2005 est de 62 millions de voyageurs, ce qui représente 48 % des voyages effectués sur le réseau RTM. Cette même année, les lignes 1 et 2 transportent chacune environ 125 000 voyageurs quotidiennement.
En 2005, le métro marseillais est ainsi, par sa fréquentation, le troisième métro français de province, après ceux de Lyon et Lille (respectivement 155,4 et 78 millions de voyageurs en 2005) mais devant ceux de Toulouse (41,7 millions de voyageurs) et de Rennes (25,6 millions de voyageurs).
En 2008, les deux lignes ont transporté 69 millions de voyageurs ; ce  nombre est en forte hausse et atteint 83,5 millions de voyageurs en 2016.
En 2023, la fréquentation s'établit à 71,3 millions de voyageurs.

#### Dépôts
Le réseau comprend deux dépôts : La Rose et Zoccola.
Le premier est le principal dépôt du réseau. Il comporte un garage couvert, pour le stationnement des trains, ainsi qu'un atelier de révision, où sont effectuées les opérations de maintenance majeures. Il accueille également, depuis 2010, le centre de supervision de l'ensemble du réseau. Le dépôt est situé dans le 13e arrondissement, à côté de la station La Rose. Les trains y accèdent par une courte voie de service s'étendant dans le prolongement de la ligne 1. Le dépôt Zoccola est un dépôt secondaire, s'occupant uniquement du remisage et de l'entretien courant des trains de la ligne 2. Ce dépôt est situé avenue Félix Zoccola, dans le 15e arrondissement, entre les stations Bougainville et Gèze de la ligne 2.

### Qualité du service

#### Malveillance et fraudes

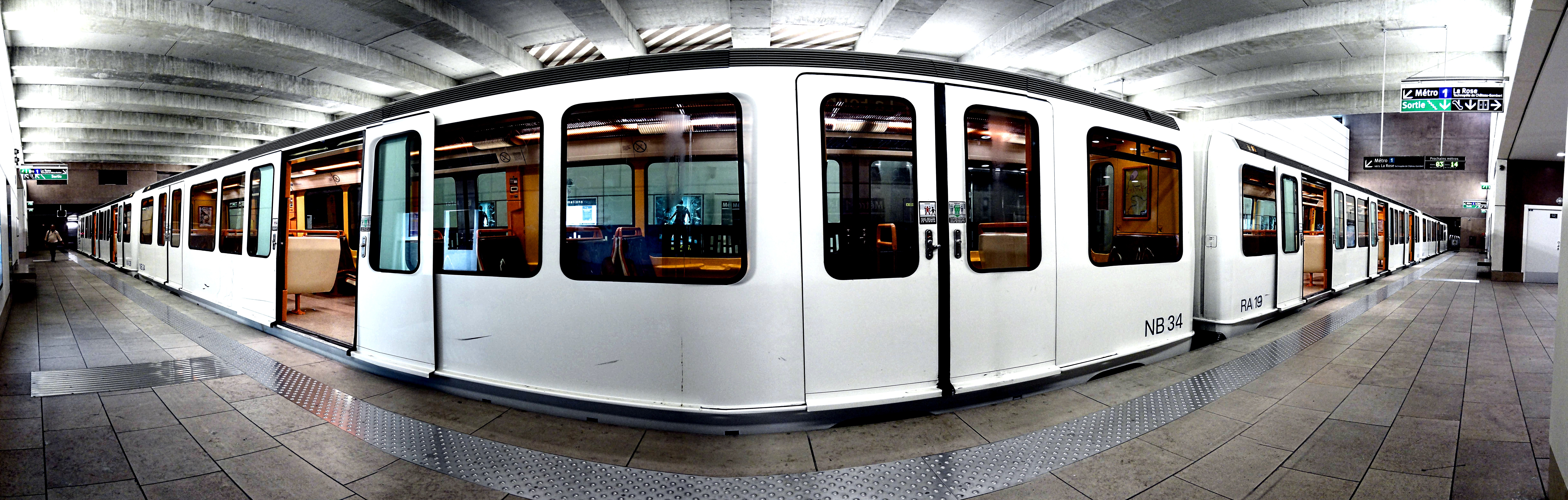
Métro M1 au terminus La Fourragère.

Sur l'ensemble du réseau de la RTM, le taux de fraude a plus que doublé en 10 ans, passant de 9,9 % en 2000 à 18 % en 2007 puis à 23 % en 2009. La RTM estime que le manque à gagner de la fraude est compris entre 18 et 20 millions d'euros.
Le taux de fraude est cependant plus réduit sur le réseau du métro, où l'accès est rendu plus difficile que dans les bus et le tramway, grâce notamment aux tourniquets ou portiques placés en entrée des stations. Ainsi, en 2009, le taux de fraude n'était que de 9 % sur le métro. Ce taux présente cependant des disparités importantes selon les lignes et les stations. Ainsi, en 2010, la station Désirée Clary affiche un taux de fraude de 20 %, le plus élevé de tout le réseau de métro.
Afin de limiter la fraude, des contrôles sont quelquefois effectués dans le métro à la sortie des stations ou dans les rames. La généralisation des portiques et la disparition des tourniquets, trop faciles à contourner, est en cours depuis 2010,.
Le métro est également victime d'un certain nombre de dégradations commises volontairement par des usagers. Par exemple, entre 1977 et 1987, plus de 25 000 sièges de métro ont dû être réparés à la suite d'actes de vandalisme. Cette situation a conduit la RTM à remplacer, en 1990, les anciens sièges par des banquettes rigides en polyester, moins confortables mais plus résistantes. La RTM estime le coût du vandalisme, pour l'année 1990, à plus de 2 millions de francs. Les problèmes de vandalisme et d'insécurité ont conduit la RTM à arrêter le fonctionnement du métro en soirée à 21 h pendant de nombreuses années.

#### Vie

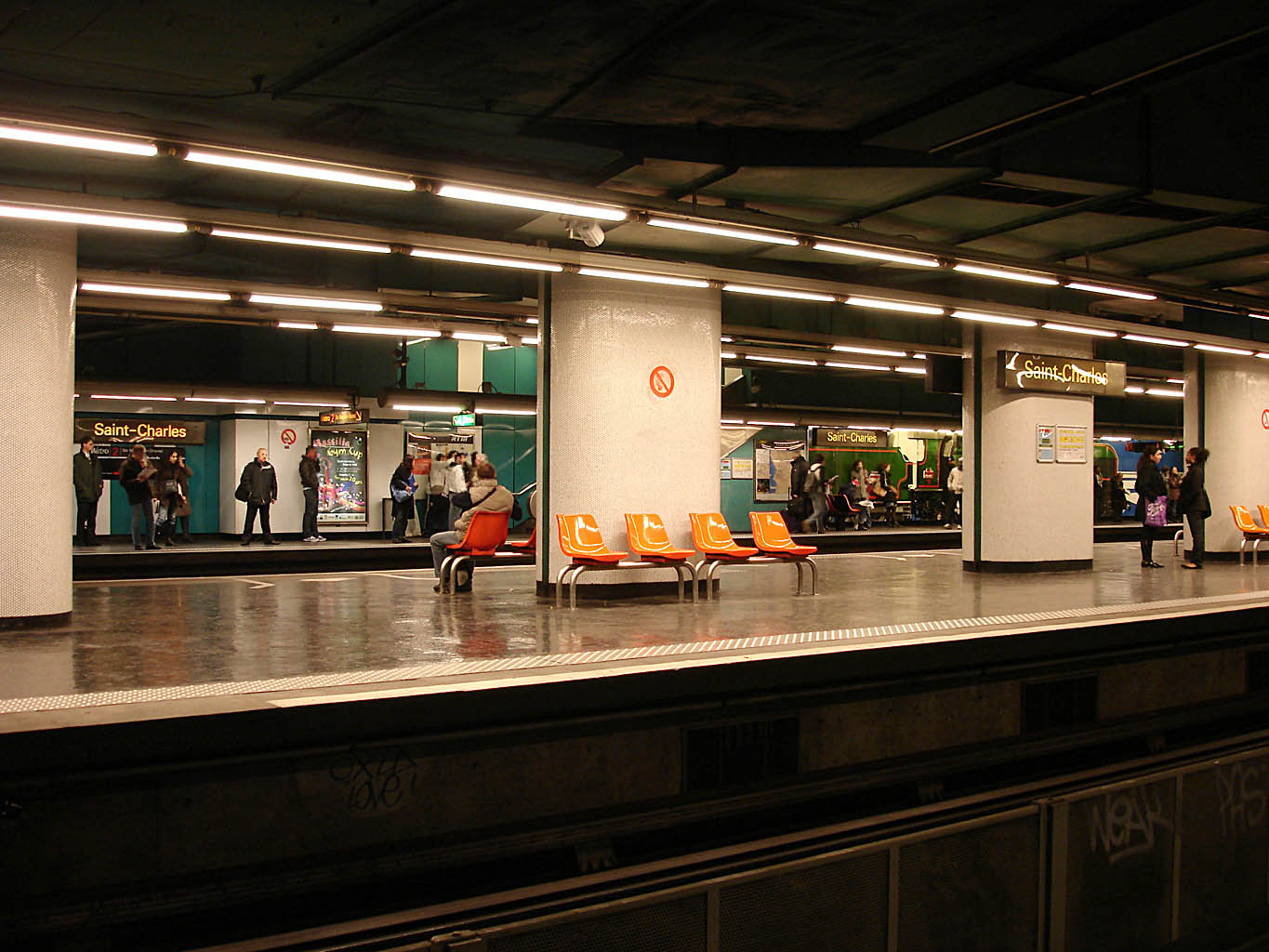
Station de la Gare Saint-Charles.

Des journaux gratuits tels que 20 minutes Marseille sont disponibles au sein des stations ou parfois distribués gratuitement à la sortie. Dans la station Castellane, un petit marché artisanal se tient le jeudi matin.

#### Satisfaction des usagers
En 2010, dans un sondage mené pour la RTM, 89 % des voyageurs interrogés déclarent être satisfaits du réseau de métro. En 2015, la satisfaction des utilisateurs est en hausse selon une nouvelle enquête menée par la Régie des transports de Marseille : 93 % des usagers se disent satisfaits.

### Critiques
Le métro marseillais est sujet à un certain nombre de critiques de la part des usagers :
- Le réseau est jugé comme n'étant pas assez étendu au regard de la superficie de l'agglomération marseillaise[69],[70],[d].
- Le tracé des lignes est parfois contesté, comme le prolongement de la ligne 1 entre La Timone et La Fourragère, passe dans des quartiers déjà desservis par plusieurs lignes de tramways, contrairement à certains des quartiers densément peuplés et sujets à une intense criminalité, tel l'ouest des quartiers nord, qui dispose en 2012 de peu de dessertes[71],[72] .
- Les rames, mises en service dans les années 1970, vieillissent et l'absence de climatisation est devenue extrêmement éprouvante pendant la saison estivale[73].

#### Incidents
Le 21 décembre 2018, le déraillement partiel d'un métro, à la suite de l'éclatement d'un pneu, fait 14 blessés légers à la station Sainte-Marguerite - Dromel sur la ligne 2.

## Matériel roulant

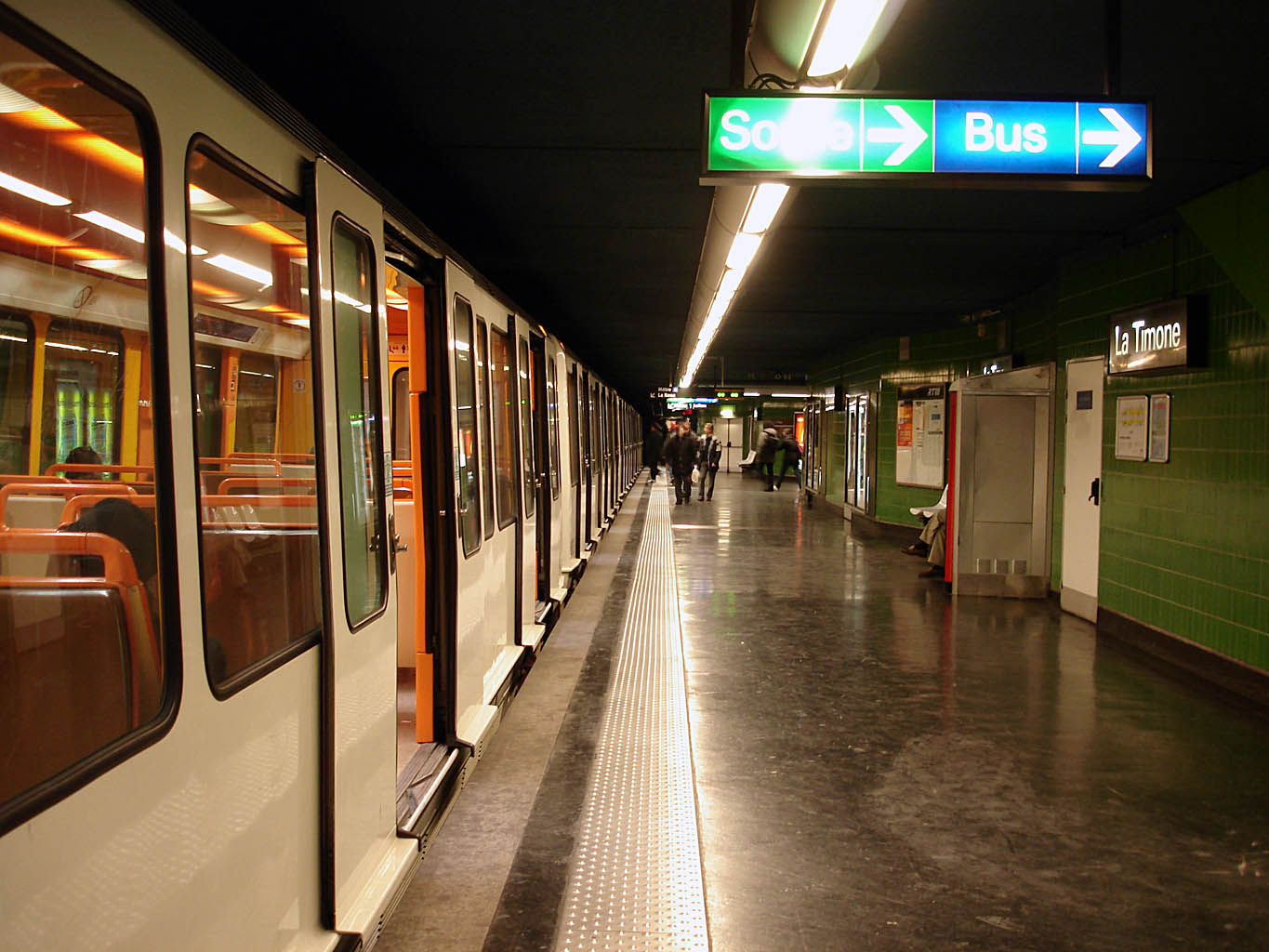
Une rame MPM 76 à quai, station La Timone.

Le réseau comporte 36 rames MPM 76, affectées aux deux lignes du réseau, en formation de trois véhicules, deux véhicules moteurs et une remorque. Les 21 trains d'origine furent construits par la société CIMT et livrés au cours du second semestre 1976. Le métro de Marseille est un métro sur pneumatiques, technique développée par la régie autonome des transports parisiens (RATP) dans les années 1950. Les rames MPM 76 sont des dérivés du matériel roulant MP 73 de la RATP. Le gabarit des rames du métro de Marseille est de 2,60 mètres de largeur, avec une capacité de 472 passagers par rame (en charge « maximale » soit six passagers / m2). Toutes les lignes du réseau ont le même gabarit. Les rames circulent en composition de quatre voitures (trois motrices et une remorque) depuis 1985, à la suite de la mise en service de la ligne 2. Elles circulaient en composition de 4 voitures (deux motrices encadrant deux remorques) auparavant. Les rames circulent à une vitesse moyenne d'environ 30-35 km/h et sont aptes à circuler à une vitesse maximale de 90 km/h. Les rames sont dessinées par Philippe Neerman, également designer des métros de Lyon et Bruxelles,.
Les trains ont été construits à Valenciennes par un groupe de sociétés françaises, qui font maintenant partie du groupe Alstom. Un deuxième lot de 15 trains a été livré en 1983 pour la ligne 2. En 1985, un quatrième véhicule (motrice) a été ajouté sur chaque train afin d'augmenter la capacité. Le parc total du métro est donc de 36 trains de quatre véhicules dont trois motrices.
Entre 2024 et 2027, l'ensemble de ces rames seront remplacées par les Neomma.

### Contrôle automatique des trains
Le système de contrôle automatique des premiers trains du métro de Marseille a été fourni par la société Jeumont-Schneider. Il comprend une signalisation en cabine, en la quasi absence de toute signalisation latérale, un contrôle continu de la vitesse en tous points de la ligne, un pilotage automatique, y compris en manœuvres et services provisoires, un arrêt en station à décélération progressive en un point fixé par la composition de la rame, un service automatique d'ouverture des portes en stations et une régulation des temps de parcours d'interstations. C'est le même système que celui fourni par la même société au métro de Montréal.
Au sein des dépôts et des zones non équipées de la signalisation en cabine, ainsi que dans de rares cas dans les zones en question, un signal de manœuvre existe et peut présenter trois aspects : 
- orange et œilleton blanc allumé : mouvement possible à la vitesse maximale de 20 km/h sauf indication contraire ;
- rouge et œilleton blanc éteint : arrêt, l'itinéraire n'est pas tracé ;
- rouge et œilleton blanc allumé : arrêt, l'itinéraire est tracé mais la voie est occupée.

Dans les zones de manœuvre équipés de la signalisation en cabine, un signal appelé « cible » permet en complément du système embarqué de protéger les itinéraires et présente autant de feux blancs qu'il y a d'itinéraires : sur une cible à trois feux par exemple, si le feu de droite est allumé, alors la rame sera dirigée sur la voie la plus à droite.

## Identité visuelle

### Livrées
Lors de l’inauguration en 1977, les rames étaient toutes vêtues de blanc et arboraient sur leurs voitures motrices un logo « M » en ligne brisée sur leur extrémité ainsi que sur les deux côtés de la tête de train entre la loge de conduite et la première porte, inversé selon la situation du logo.
En 1989, ce logo est remplacé par celui de la RTM de l’époque, issu de la livrée « Flèche » arborée sur les bus et tramways. Cet habillage perdurera jusqu'en 2009.
Dès 2003, la livrée « Fusion » en gris ainsi que le logo actuel de la RTM écrit en bleu s’installent dans un premier temps sur certaines locomotives dotées d’un aménagement intérieur de test spécialement conçu pour la future rénovation des rames et leur bas de caisse est recouvert d’un autocollant gris. À partir de 2007, cette livrée commence à se généraliser et accompagne progressivement toutes les rames rénovées jusqu’en 2009 où toutes les rames nouvellement rénovées intérieurement l’auront arboré. Hélas, l’habillage ne restera pas visible longtemps au vu de la fragilité des adhésifs dus au nettoyage dont le remplacement devenait de plus en plus coûteux.
En 2010, à l’occasion des 60 ans de la régie, un logo provisoire est affiché sur les côtés des rames motrices avec écrit « C’est vous, c’est nous, c’est tout ».
Depuis 2014, les rames arborent la livrée « vague » visible sur les portes désormais vêtues de gris. Le logo de la RTM à l’avant des caisses devient gris argenté. Elles gardent le bas de caisse gris du précédent habillage.

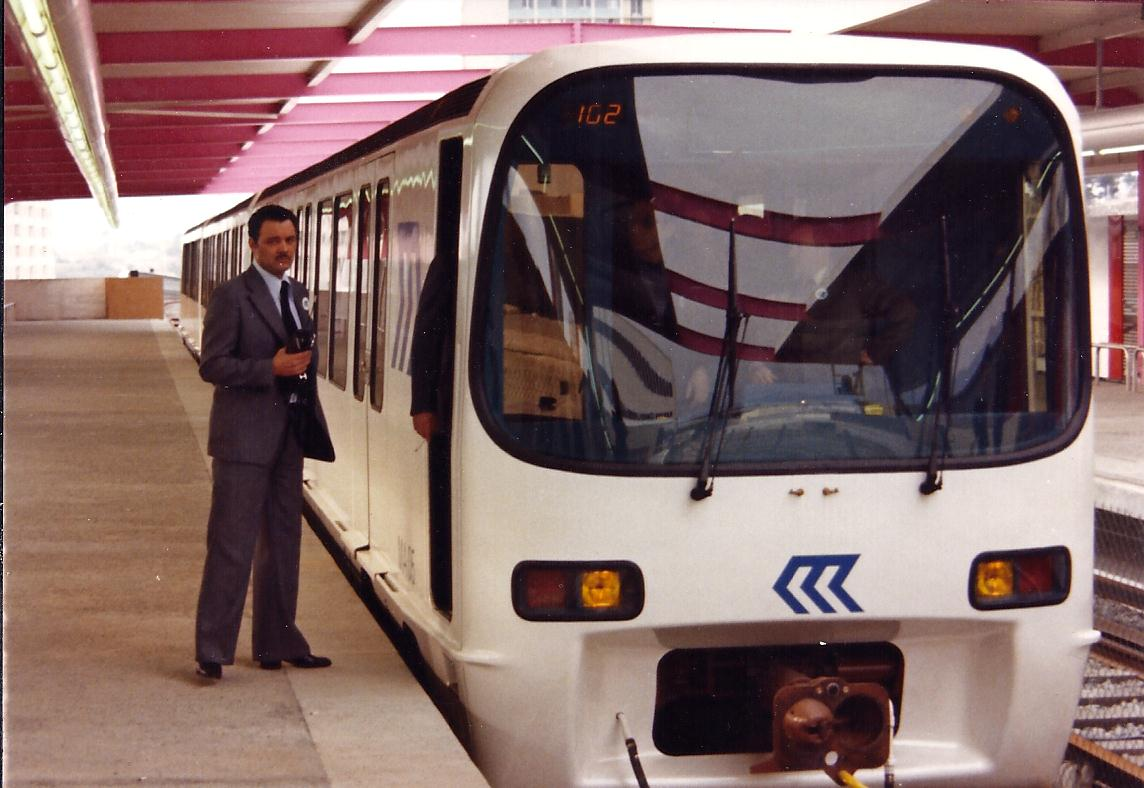
Livrée d’origine avec le logo « M » de 1977 à 1989.
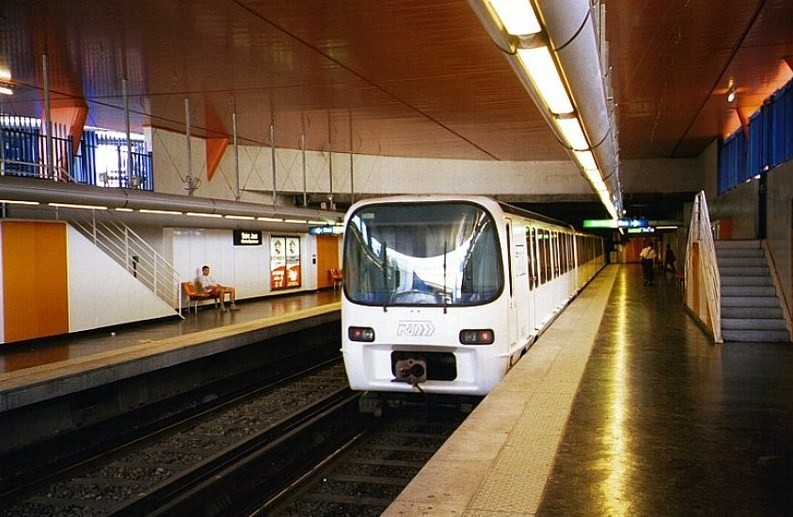
Livrée avec le logo RTM de l’époque issu de la livrée « Flèche » de 1989 à 2009.
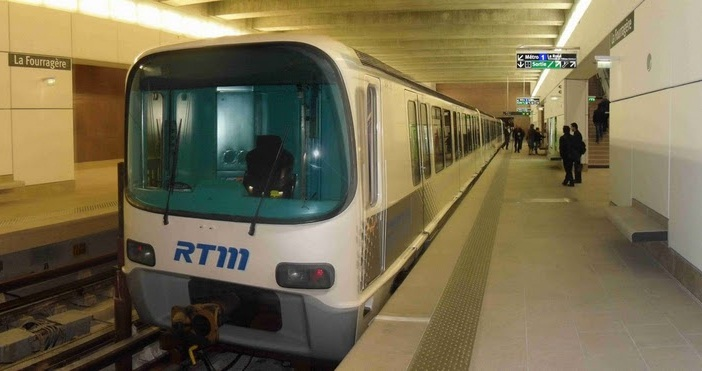
Livrée « Fusion » de 2003 à 2014.
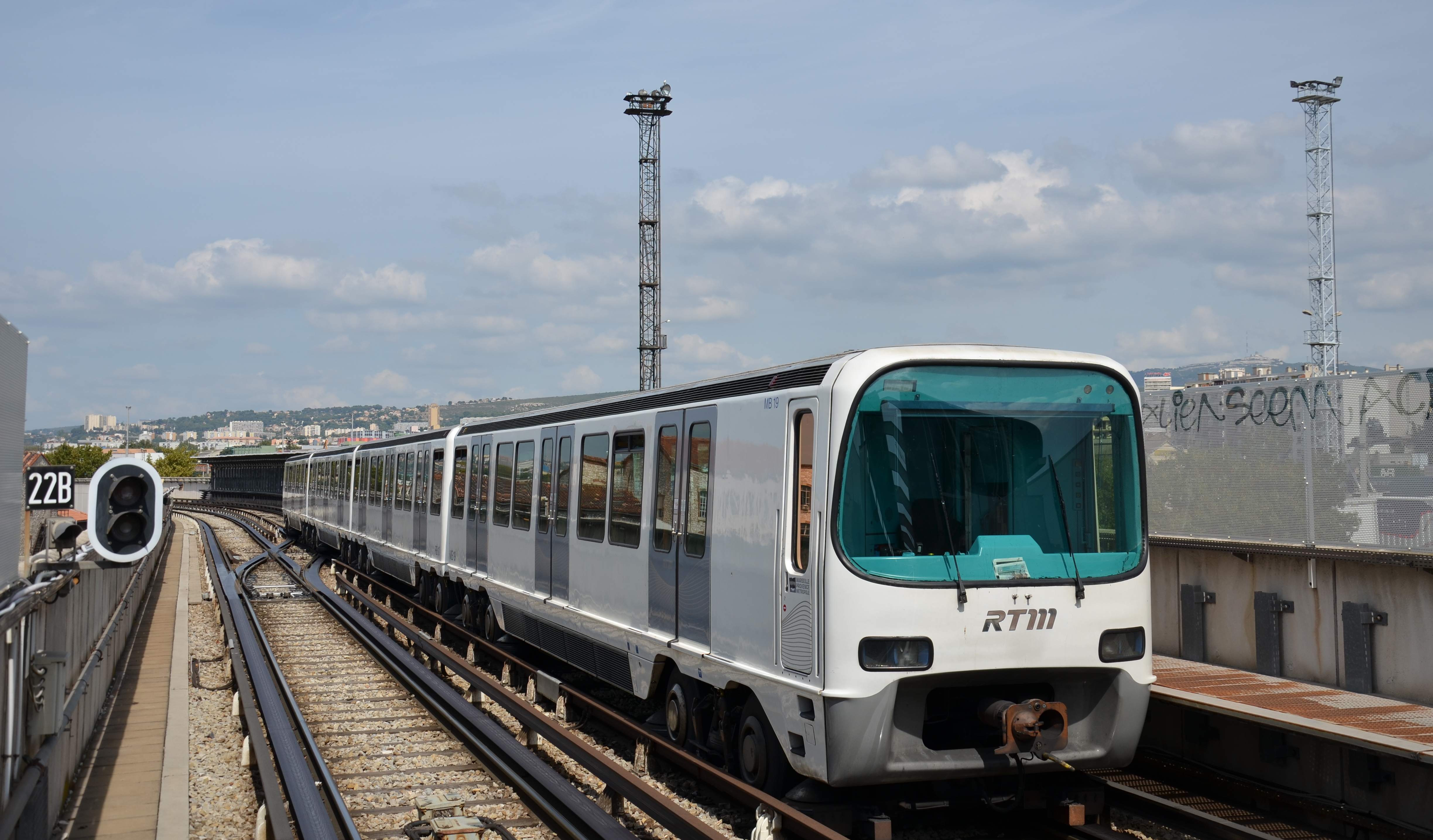
Livrée « Vague » depuis 2014.

### Signalétique et logos
Les panneaux utilisés dans les stations utilisent principalement la police FF Meta, en caractères blancs sur fond noir ; certains panneaux plus anciens utilisent la même charte graphique mais avec la police Univers (une autre variante d'Univers, nommée Métro, est également utilisée dans le métro parisien aux côtés de la Parisine).

Emblème "M" peint sur les rames du métro lors de l'inauguration en 1977, remplacé à la fin des années 1980[84]. L'orientation de l'emblème variait selon le côté de la voiture où il figurait ; à l'avant, il était orienté vers la gauche.
Totem d'entrée de station en 1977.
Totem d'entrée de station après 1982.
Totem d'entrée de station depuis 1998.

## Projets de développement

### Prolongements du réseau
Au cours des années 1980, plusieurs prolongements sont envisagés par la RTM et par la municipalité et ont fait l'objet d'études :
- le prolongement de la ligne 1 au nord, de La Rose au technopôle de Château Gombert ;
- la création d'un embranchement de la ligne 2 en direction du sud, depuis la station Rond-point du Prado vers le quartier de Bonneveine ;
- le prolongement de la ligne 2 au sud-est, de Sainte-Marguerite vers Saint-Loup puis La Valentine.

En 1983, un avant-projet prévoyant un prolongement de la ligne 2 au nord jusqu'à Madrague est approuvé par le conseil municipal. Long de 1,5 km, ce prolongement aurait desservi trois nouvelles stations : Capitaine Gèze, La Cabucelle et Madrague-Ville. Validés par le conseil municipal en 1989, le projet a été cependant annulé faute de financement.
Dans les années 2010, l'idée d'un prolongement de la ligne 2 vers le nord refait surface. En 2013, des travaux de prolongement de la ligne 2 sont réalisés, au nord de la station Bougainville, afin d'allonger la ligne d'environ 900 mètres et de construire une nouvelle station, Gèze, inaugurée le 16 décembre 2019 après plusieurs années de retard. Elle comporte un pôle d'échanges multimodal ainsi qu'un parc relais d'une capacité de 650 places de stationnement. Le coût de ce prolongement est estimé à 80 millions d'euros (dont 55 millions d'euros pour la seule réalisation de la station et du pôle d'échanges). Ce coût plutôt faible s'explique par le fait que les infrastructures utilisées pour ce prolongement existent déjà en grande partie. Ainsi, la ligne empruntera sur près de 800 mètres la portion de ligne, en viaduc et à voie double, qui relie la station Bougainville au dépôt Zoccola, qu'elle traverse avant de plonger en souterrain.
Une arrière-gare a également été réalisée au-delà de la station Gèze, permettant un éventuel prolongement plus au nord à plus long terme. Ce prolongement de la ligne 2 vers l'hôpital Nord, devrait permettre de desservir les Quartiers nord et a fait l'objet d'un appui du gouvernement en 2013. Aucune extension de la ligne 2 au-delà de Gèze n'est toutefois prévue.
La communauté urbaine puis la métropole favorisent en effet plutôt un prolongement de la ligne au sud, vers Saint-Loup. Des études en ce sens ont été lancées en décembre 2016 pour une ouverture prévue en 2025 : le prolongement envisagé serait de 4,1 km et comprendrait la construction de cinq nouvelles stations. Une sixième station avec pôle d'échange, sur l'emplacement d'une ancienne usine Rivoire et Carret, est également à l'étude.
L'Agenda de la mobilité métropolitaine adopté en 2016 propose de doubler la longueur du réseau : le prolongement de la ligne 2 vers Saint-Loup serait prolongé vers La Valentine, la ligne 1 serait étendue de La Rose vers Château-Gombert et une troisième ligne transversale pour desservir Le Merlan, la Belle-de-Mai, Endoume et Bonneveine. Si l'Etat accorde quelques crédits pour « initier l'agenda », aucun plan de financement n'est proposée pour la concrétisation de ces projets, le plan de déplacements urbains métropolitain étant repoussé à fin 2020.
Le 2 septembre 2021, le président de la République en déplacement à Marseille annonce un plan pour redresser la ville. Dans celui-ci, il évoque la possibilité d'un apport financier plus important par l'État de grands axes de transport désenclavant les quartiers nord, tel que pourrait l'être un prolongement du métro.
Dans le plan de mobilité 2020/2030 approuvé par le conseil de la métropole le 16 décembre 2021, l'unique prolongement du métro envisagé est celui de la ligne 2 au sud vers La Pomme, comportant six stations sur environ 5 km. Selon le ministre des transports Clément Beaune, la priorité est mise sur le développement du tramway, plus rapide à la construction, mais le développement du métro n'est pas abandonné. 
Le groupement d'intérêt public (GIP) chargé de la mise en place des projets de transport du plan Marseille en Grand annonce le 14 mars 2024 qu'elle envisage de prolonger la ligne 2 au vallon de Régny dans le sud-est sans toutefois annoncer l'abandon du prolongement jusqu'à la Pomme,. 
Si les raisons financières voire géologiques, avec la qualité des sols locaux, sont souvent arguées par les pouvoirs publics locaux pour limiter l'extension du réseau de métro, les oppositions politiques ainsi que certaines associations spécialisées et autres experts nationaux voient ces décisions de réduction des prolongements de métro comme étant révélatrices de la faible volonté politique locale de développer le métro marseillais, pourtant largement sous-dimensionné pour une ville de la taille de Marseille, deuxième ville la plus peuplée de France avec une superficie supérieure à Paris mais première ville hors région Parisienne à avoir inauguré un réseau de métro en 1977.

Prolongements étudiés pour le Métro de Marseille

### Renouvellement des rames et automatisation du réseau
Les rames MPM 76 arrivent en fin de vie : la communauté urbaine Marseille Provence Métropole envisage leur renouvellement depuis 2011,,. Un contrat est signé le 28 décembre 2015 avec le groupe d'ingénierie Parsons afin d'assister la métropole dans l'élaboration du cahier des charges qui prévoit l'automatisation intégrale des deux lignes, avec le remplacement des rames alors prévu pour 2023. À cette occasion, les stations doivent notamment être équipées de façades de quai d'une hauteur de 1,75 m, Les nouvelles rames seront entièrement automatiques, et accessibles aux personnes à mobilité réduite. L'aide de la BEI est sollicité. Plusieurs sociétés se préparaient à répondre aux appels d'offres, comme Thales.
À l'issue de l'appel d'offres, la société Alstom est finalement retenue pour fournir 38 rames dans le cadre de l'opération Neomma pour un montant de 430 millions d'euros. Les rames seront livrées progressivement à partir de 2024 et seront dans un premier temps exploitées en pilotage manuel conjointement aux anciennes rames avant d’être équipées d'un système de pilotage automatique intégral lorsque toutes les rames seront livrées.
Les deux premières voitures de ces nouvelles rames sont construites le 1er août 2022 sur le site Alstom de Valenciennes.
Les dernières rames MPM 76 seront retirées du réseau en 2026.[réf. nécessaire]

#### Caractéristiques des futures rames
- Longueur : 65 mètres
- 4 voitures par rame (pour un total de 152 voitures)
- Jusqu'à 500 passagers (4 passagers / m2)
- Système de climatisation
- 25 % d’énergie en moins que les rames actuellement en service :
  - utilisation du freinage électrique
  - éclairage LED…[109]

#### Design
Trois designs élaborés avec la collaboration d'Ora-ïto, un designer marseillais, étaient proposés à la métropole d'Aix-Marseille-Provence. Ce sont les habitants qui ont pu choisir le design grâce à un vote par internet Le design final, conçu par la métropole, Alstom, Ora-ïto et Fabien Bourdier, a été dévoilé en janvier 2021, accompagné d'une date de mise en service "à l'horizon 2023". Le 10 novembre 2022, la RTM indique sur son site officiel que la mise en service est prévue pour 2024.